# Тирш, Людвиг
Людвиг Тирш (нем. Ludwig Thiersch; 12 апреля 1825, Мюнхен — 10 мая 1909, там же) — немецкий живописец академического направления. Член известной семьи немецких учёных-гуманистов, архитекторов и педагогов. Работал в Германии, Австрии и в Греции, в Афинах в неовизантийском стиле.

## Биография
Людвиг Тирш — сын антиковеда, филолога-эллиниста и педагога Фридриха Вильгельма фон Тирша (1784—1860) и Амалии Тирш, урождённой Лёффлер (1794—1878). Он является братом теолога Генриха Вильгельма Йозиаса Тирша (1817—1885) и братом хирурга Карла Тирша (1822—1885).
Окончив в 1841 году среднюю школу при Мюнхенской гимназии имени Вильгельма (Wilhelmsgymnasium München), Людвиг Тирш поступил в Мюнхенскую академию изобразительных искусств, учился скульптуре у Людвига Шванталера, но через несколько лет решил заняться живописью у профессоров Генриха Марии фон Хесса, Юлиуса Шнорра фон Карольсфельда и Карла Шорна.
После завершения учёбы в Мюнхенской академии, Тирш написал картины, где темой был Шакунтала, героическое лицо из драмы индийского поэта Калидаса, а также сцену из восстания Камизар.
В 1849 году он отправился в Рим, где прожил три года и писал сцены из итальянской народной жизни, а также картину «Иов среди друзей». В Вечном городе он изучал произведения старых мастеров и раннехристианские мозаики в церквях Рима.

## В Афинах

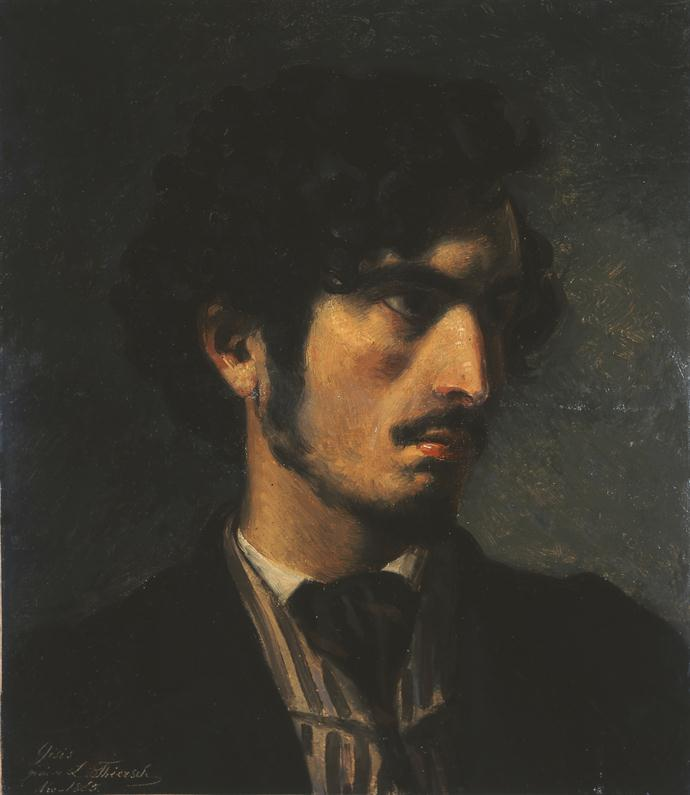
Портрет Николаоса Гизиса. 1865

В 1852 году, Людвиг Тирш сопровождал отца в его очередной поездке в Афины. В греческой столице Людвиг Тирш сменил неаполитанского живописца Раффаэлло Чекколи, бывшего профессором в Школе художественных ремёсел (Kunstgewerbeschule). Тирш преподавал в афинской школе до 1855 года.
Во время своего пребывания в Греции, Тирш обратил внимание на византийскую иконопись и мозаики. Он расписал фресками византийскую церковь Святого Никодима на улице Филэллинон в Афинах и несколько других храмов, намереваясь модернизировать традиционное византийское искусство. Однако подобный подход встречал стойкое сопротивление местных художников.  Многие газеты той эпохи, воспротивились назначению Людвига Тирша профессором и создавали ему трудности в получении материалов для росписей церквей.
Однако в годы царствования первого греческого короля-баварца Оттона (с 1832 г.), подобные модернизации, приветствовались как королём, так и ректором Афинского политехнического университета архитектором Лисандром Кавтанзоглу, что делало сопротивление консерваторов не результативным. Учеником и последователем Тирша был греческий художник Гизис, Николаос. Гизис стал одним из самых известных греческих художников XIX века.
«Бесподобные» фрески Тирша находятся в Троицкой церкви (принадлежит русской общине). Тирш расписывал русскую церковь с 1853 по 1855 год|27|04|2023}}.
В 1856 году Тирш уехал из Греции.

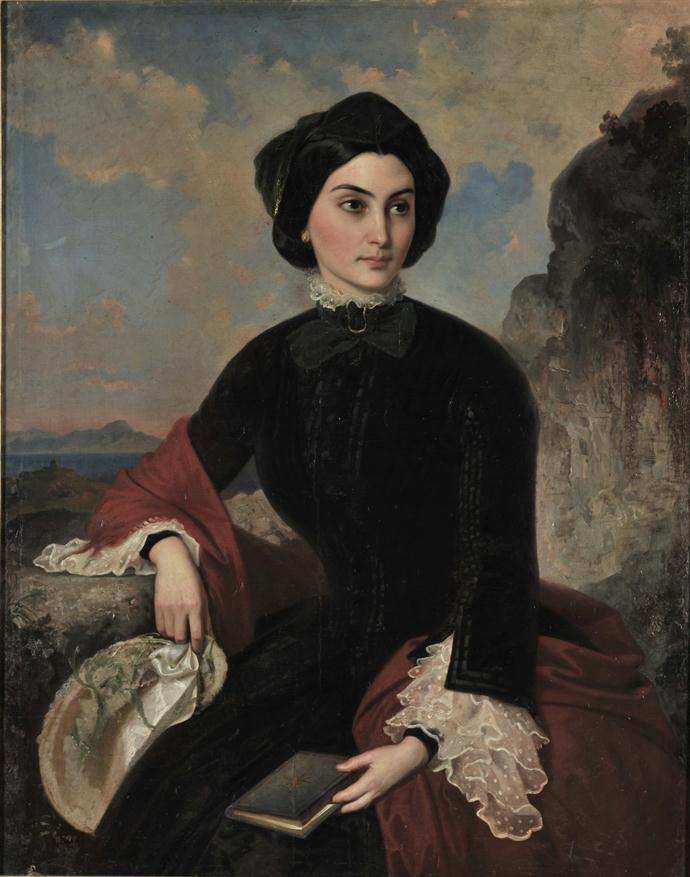
Портрет Клеоники Геннадиу. 1856-1859
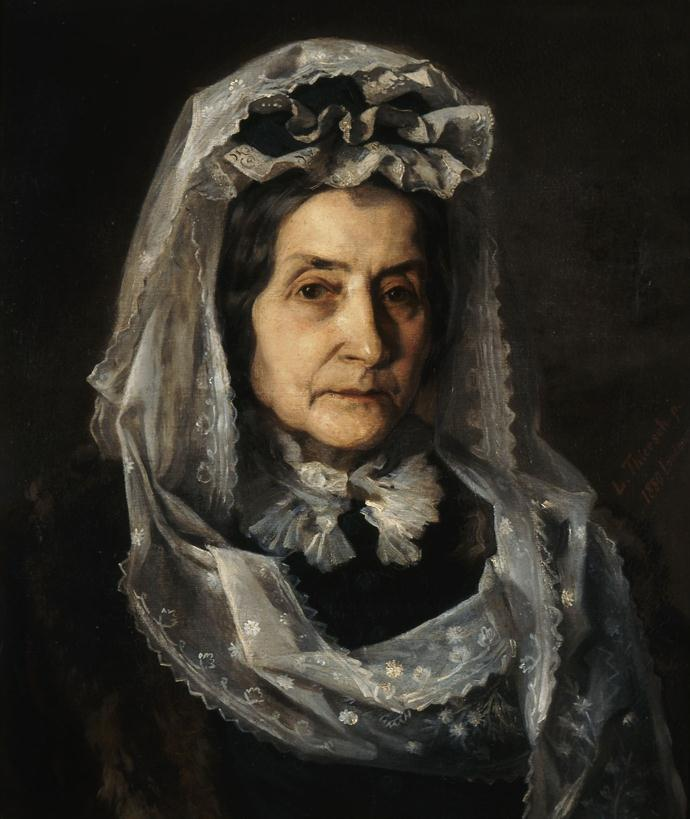
Портрет Артемис Геннадиу. 1880
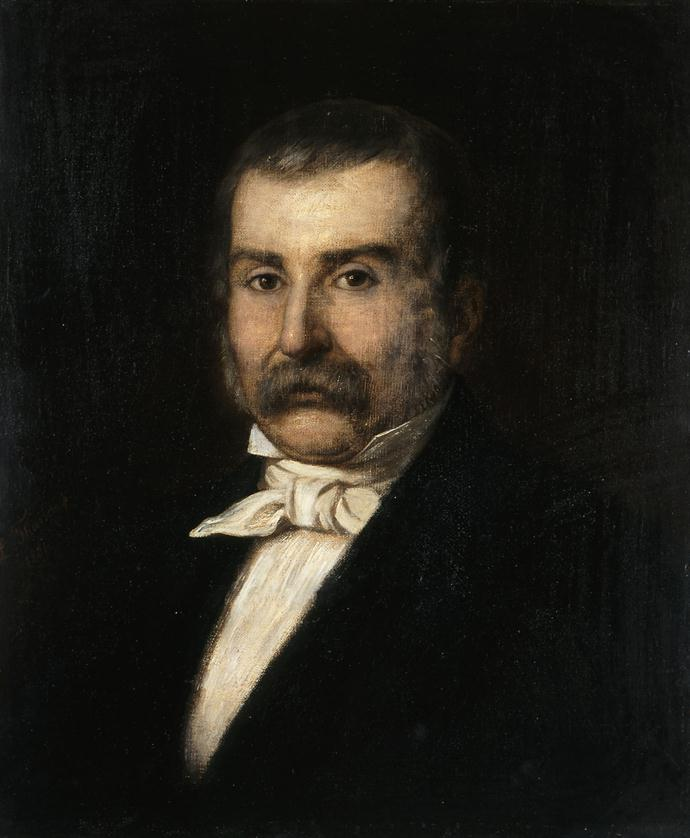
Портрет Георгиоса Геннадиоса. 1882
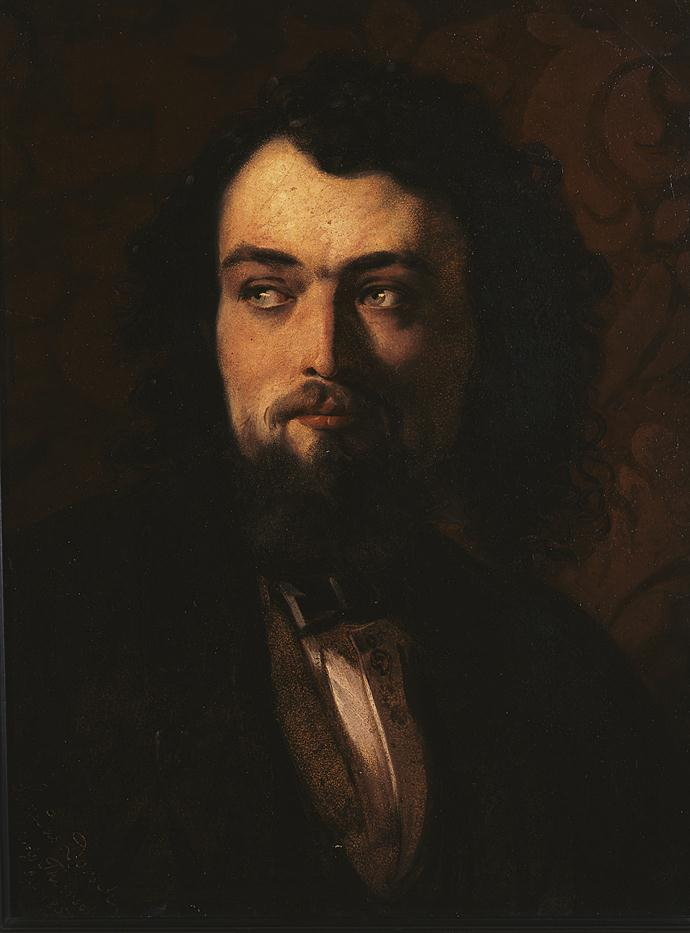
«Скульптор Дросис, Леонидас в молодости», 1858

## После Греции
В последующие годы, Тирш много путешествовал по странам Западной Европы, писал фрески в церквях и картины маслом для частных лиц. Его произведения для церкви ставят в один ряд с работами таких художников как Ипполит Фландрен, сделавших вновь актуальной западноевропейскую церковную живопись.
В 1856 году Тирш уехал в Вену, где на него была возложена роспись греческого православного храма. В Вене Тирш познакомился с Теофилом фон Хансеном, датско-австрийским архитектором, который также провёл несколько лет своей жизни в Греции и проявил интерес к византийской церковной архитектуре. Когда Хансен работал над реконструкцией храма Святой Троицы в неовизантийском стиле, он попросил Тирша и австрийского живописца Карла Раля выполнить росписи.
Финансирование работ взял на себя австро-греческий меценат Симон Синас, который, по завершении работ в Вене, попросил Тирша расписать ещё одну одну церковь в Риме. Во время своего пребывания в Риме, Тирш написал картины «Харон — проводник душ», «Вход Вакха в рощу Колоноса» и «Плач Фетиды о Ахилле». Тирш также расписал греческие церкви в Карслруэ и Париже.

## Людвиг Тирш в России
В 1860 году Тирш отправился по приглашению в Санкт-Петербург, где писал фрески и иконы в дворцовых часовнях Великого князя Николая Николаевича и Великого князя Михаила Николаевича, а также в лютеранской шведской церкви Святой Екатерины.

## В Германии и Франции

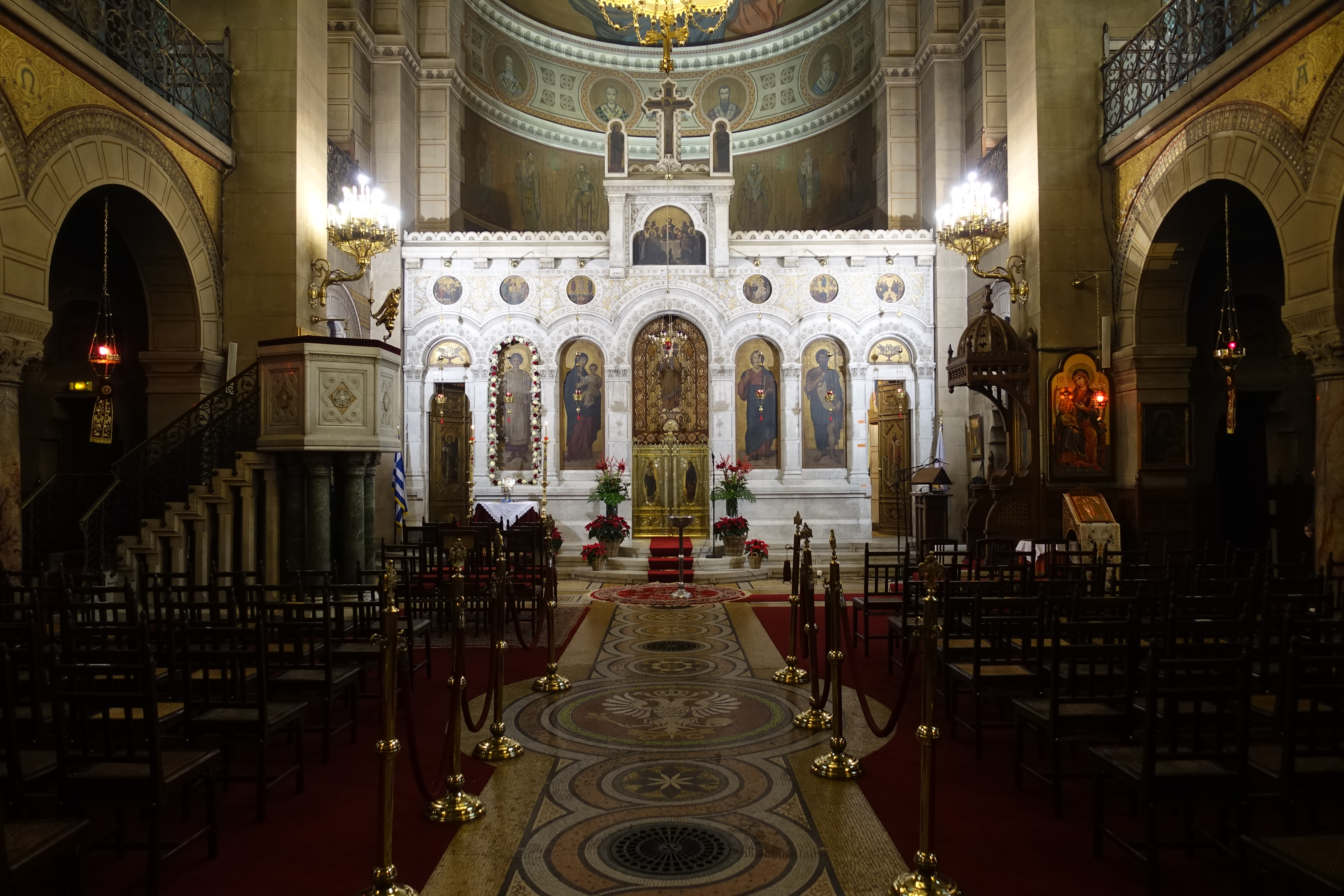
Иконостас греческой церкви в Париже. 1891

После возвращения в Мюнхен в 1864 году Людвиг Тирш написал картины «Воскрешение дочери Иаира» и «Христос в Гефсиманском саду» для коллегиальной церкви в Кемптене, в 1866 году — «Проповедь Павла в Ареопаге», а в последующие годы — «Христа у купальни Вифезда», «Цереру, ищущую свою дочь», «Христа в пустыне», «Алариха, празднующего победу в Афинах» и «Несение креста».
Несколькими годами позже Тирш написал иконы для иконостаса кафедрального храма Святой Софии в Лондоне, первая литургия в котором состоялась на праздник Троицы, 1 июня 1879 года.
Затем последовали картины маслом «Победа Христа над ночной тьмой», «Эвридика, похищаемая Гермесом у Орфея» (1884), «Христос на крестном пути» (1886) и другие картины мифологического содержания. В 1891 году художнику было поручено расписать иконостасы для недавно построенной греческой церкви в Париже. В 1893 году он написал картину «Благословляющий Христос» для протестантской церкви в Райхенхалле, в 1894 году — «Вознесение Христа» для капеллы сирийского приюта в Иерусалиме и в 1895 году — «Христос в молитве в Гефсимании» для протестантской церкви Святого Марка в Мюнхене.
Однако более широкую известность Людвиг Тирш приобрёл благодаря картинам бытового и исторического жанров, пейзажам, изображающим горы Баварии, и портретам.
Тирш принял участие в Всемирной выставке в Париже в 1855 году и выставлял свои работы на выставке в афинском Выставочном зале «Заппион» в 1891 году. В Выставочном зале «Заппион» он также выставил свою личную коллекцию византийских и пост-византийских икон.
Людвиг Тирш скончался в Мюнхене в 1909 году. Похоронен на Старом Южном кладбище в Мюнхене. Там же захоронены отец художника — Фридрих Тирш и его мать Амалия.

## Галерея

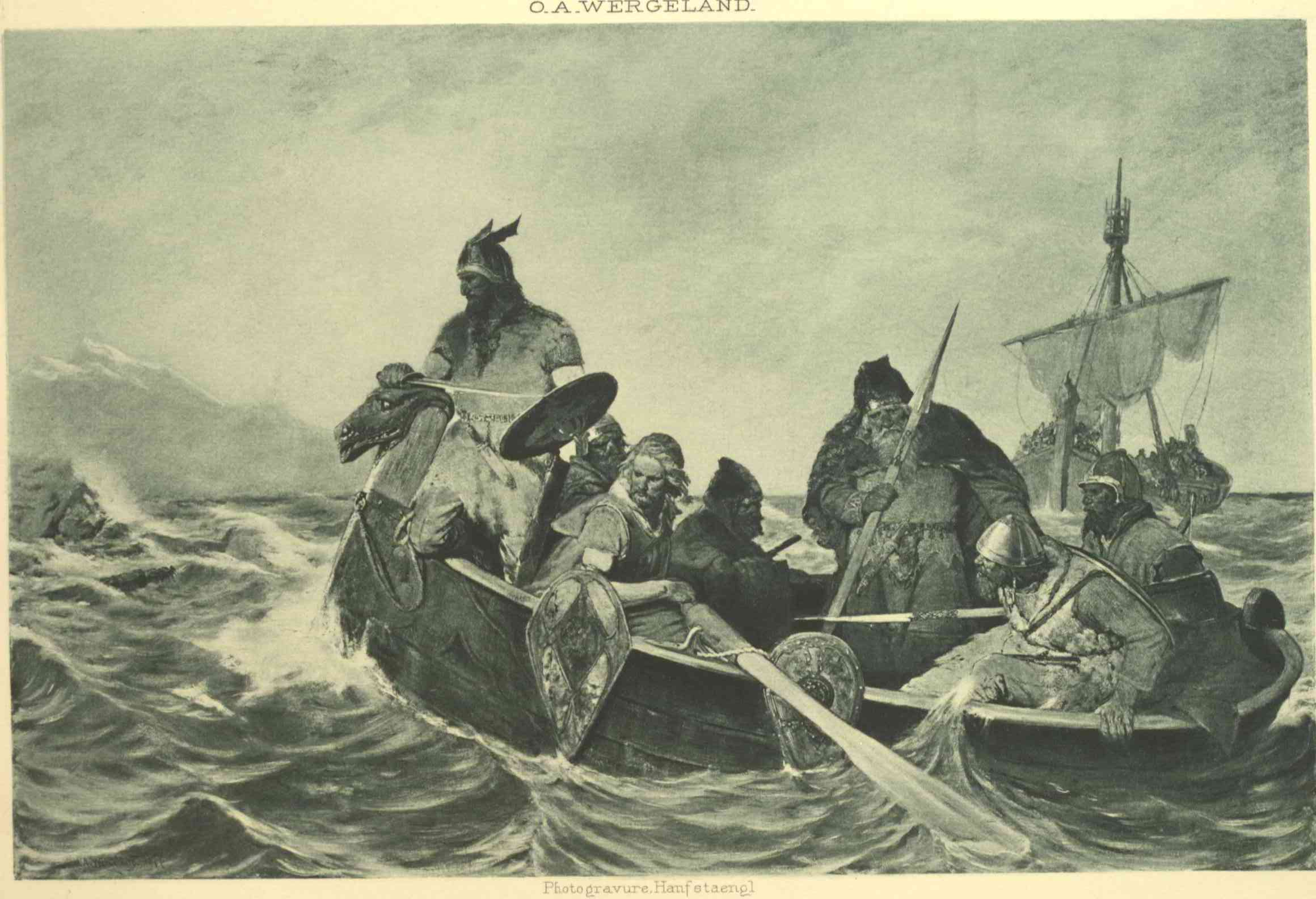
Лейф Эриксен. Из серии «Великие мужчины и знаменитые женщины в истории». Фототипия рисунка. 1894
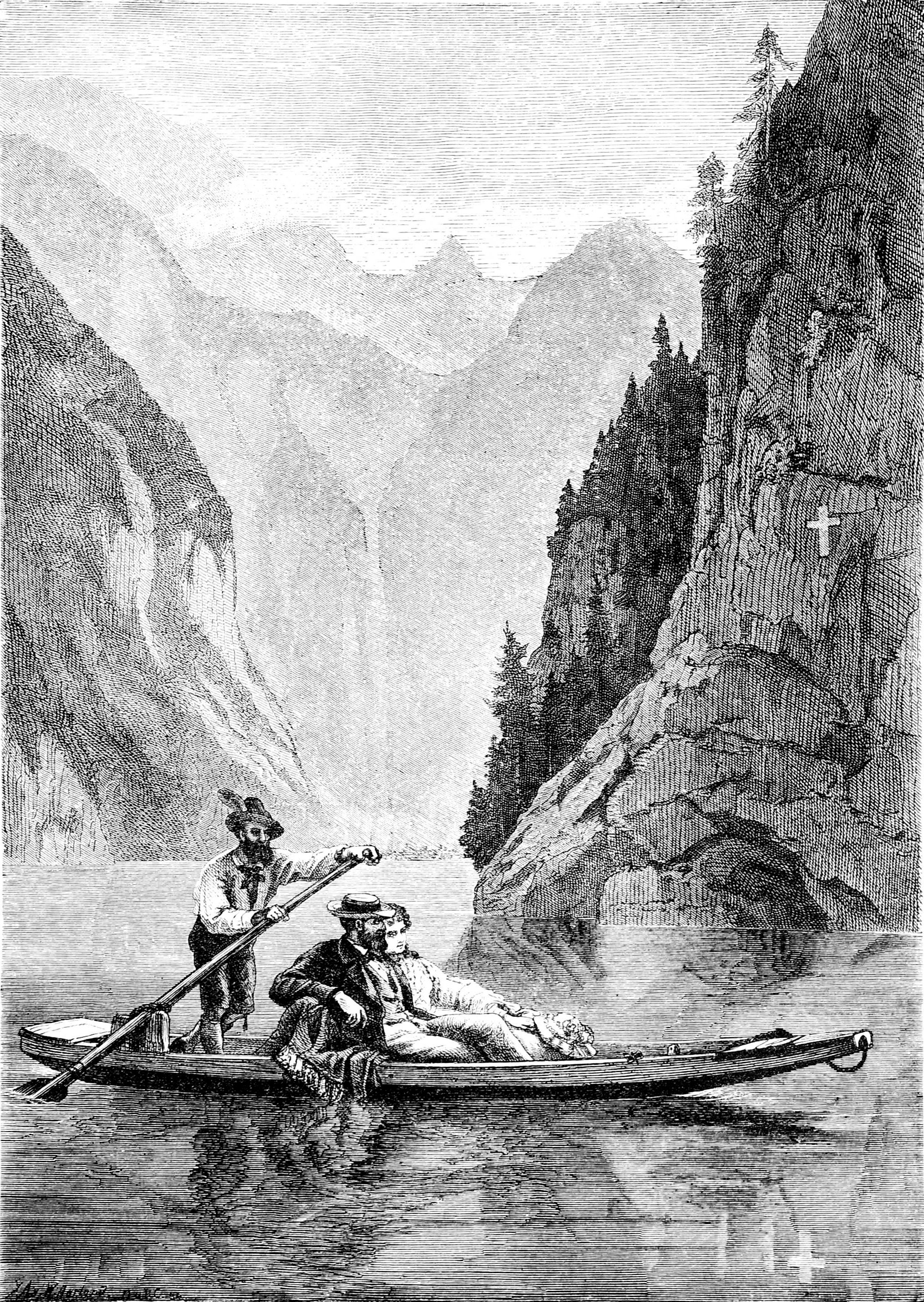
Свадебное путешествие на озере Кёнигзе. 1876. Офорт
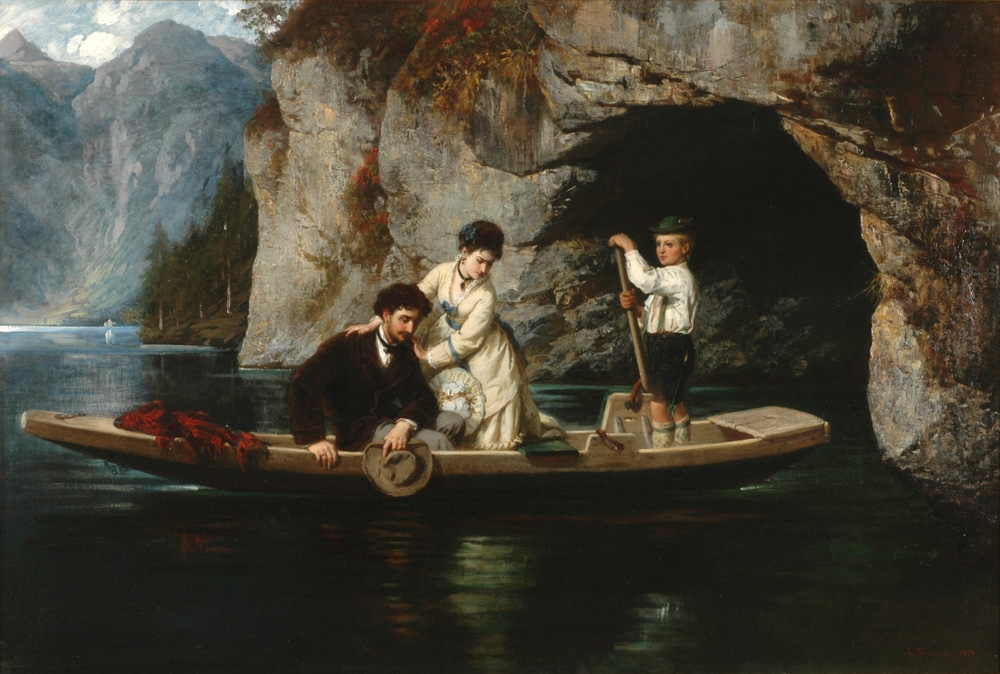
Непостижимый. 1874. Холст, масло. Частное собрание
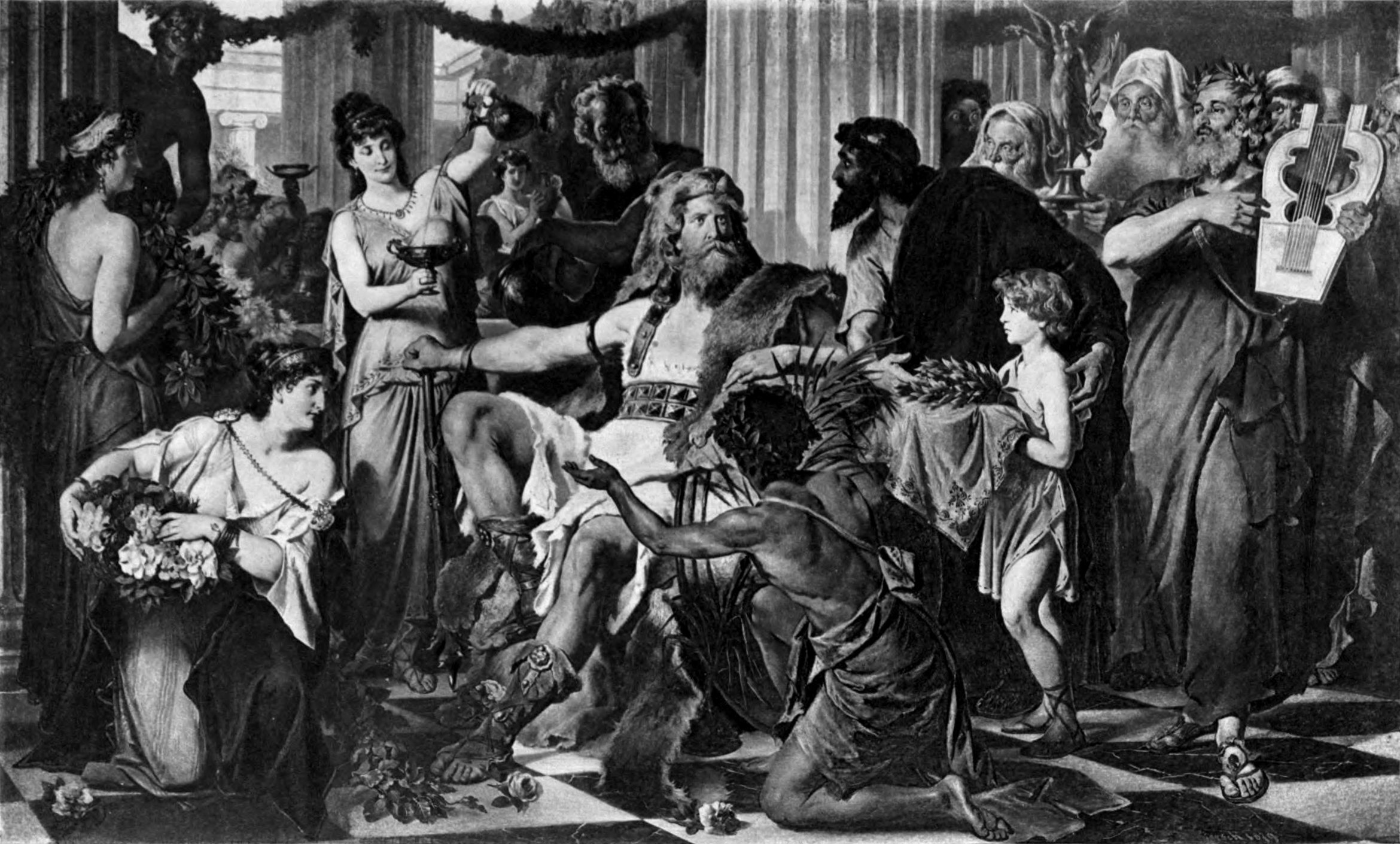
Аларих I, празднующий победу в Афинах. Фототипия. 1894
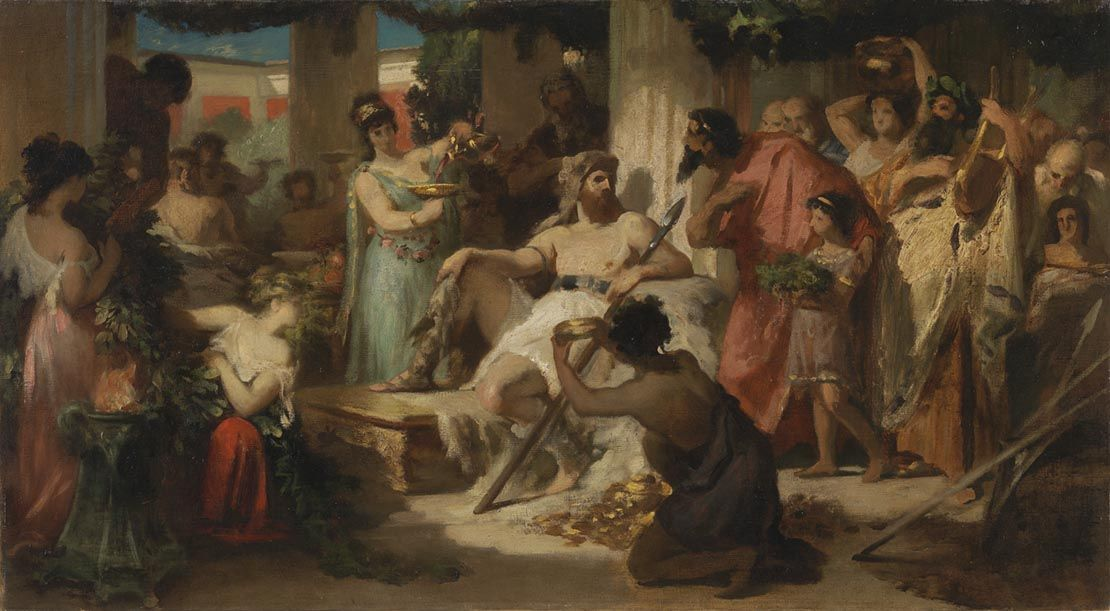
Аларих I, празднующий победу в Афинах. Ок. 1879. Холст, масло. Новая пинакотека, Мюнхен
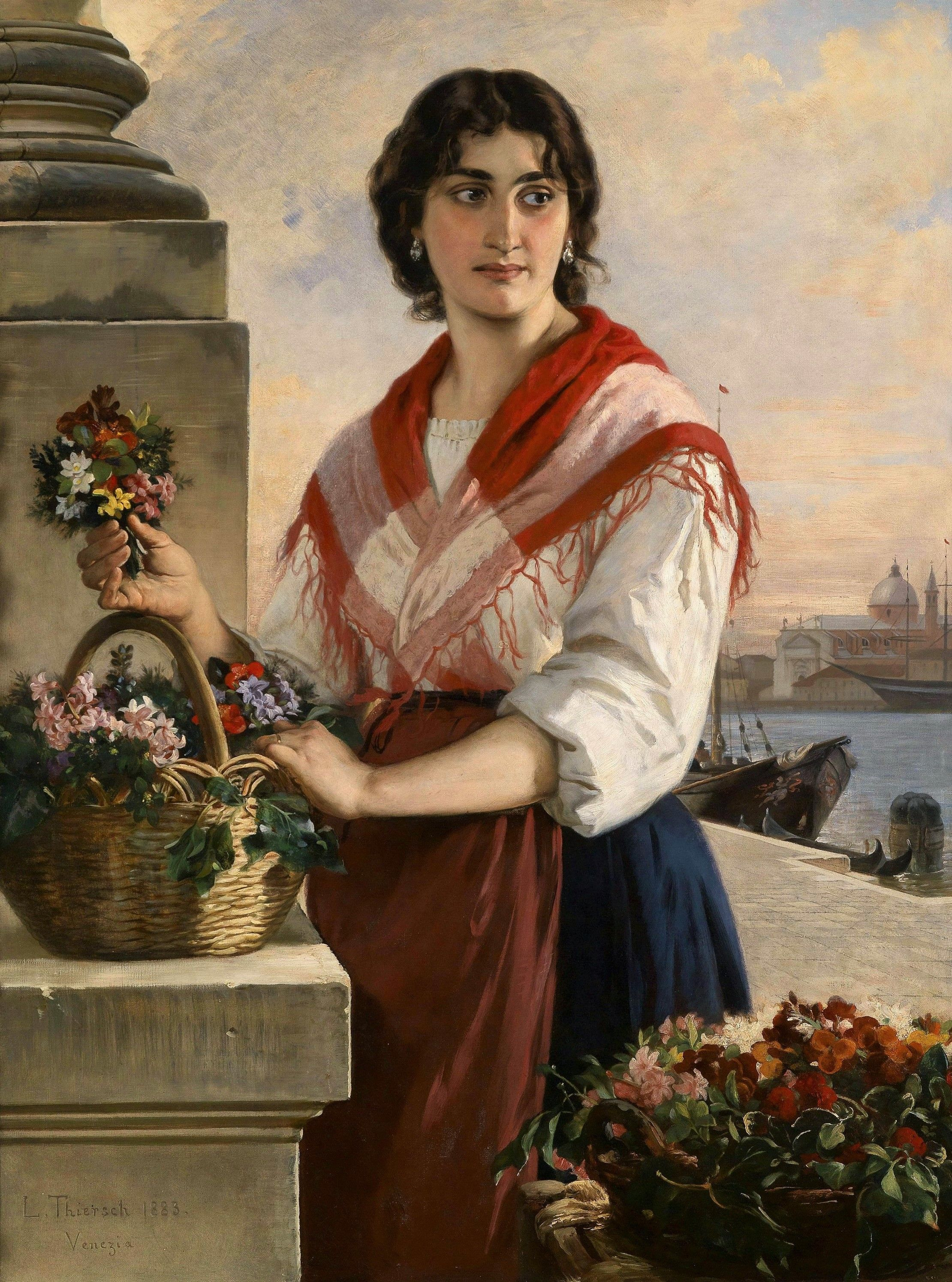
Венецианка, продавщица цветов. 1883. Холст, масло. Частное собрание
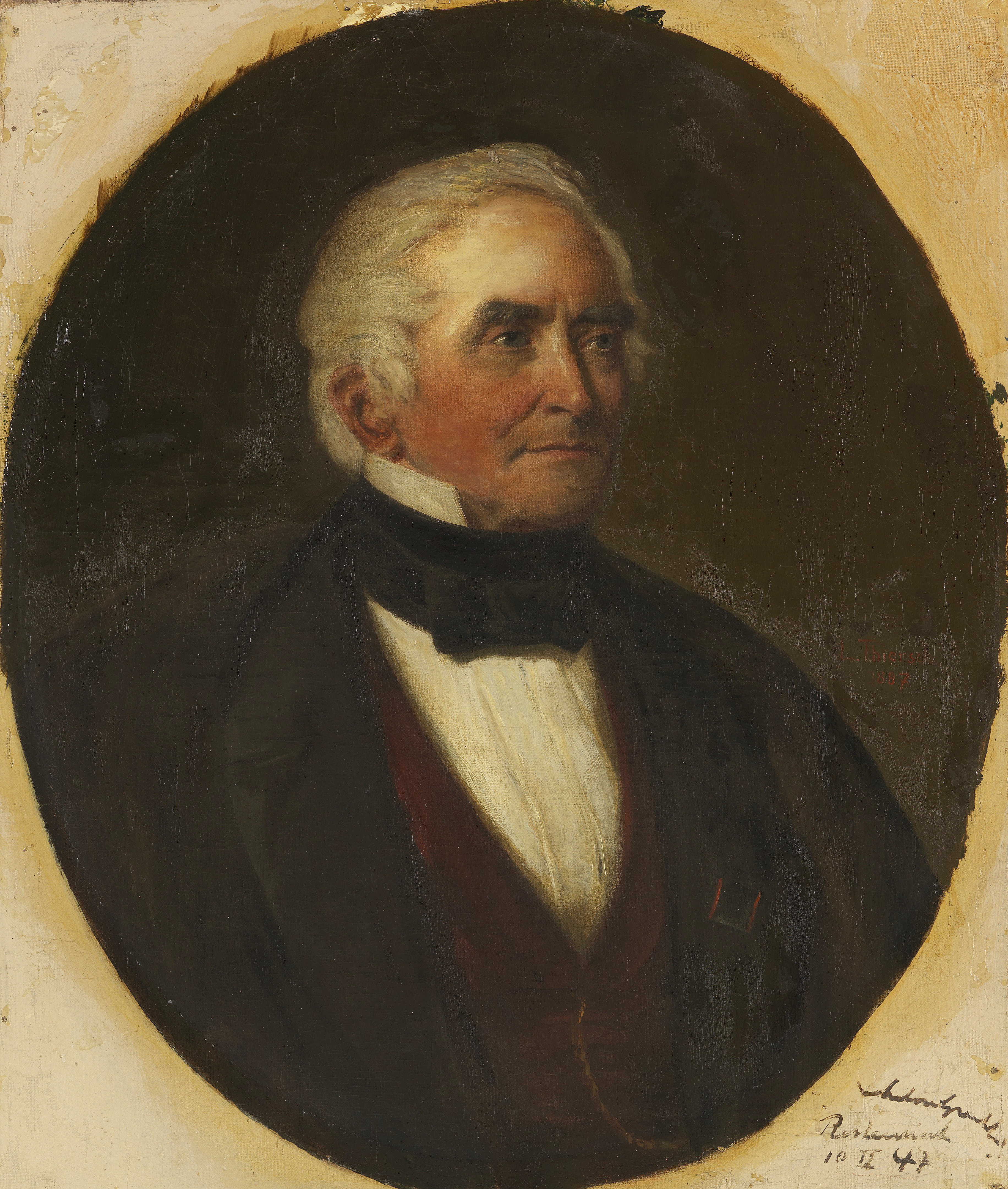
Портретотца, филолога и педагога Фридриха Вильгельма фон Тирша. 1877. Холст, масло
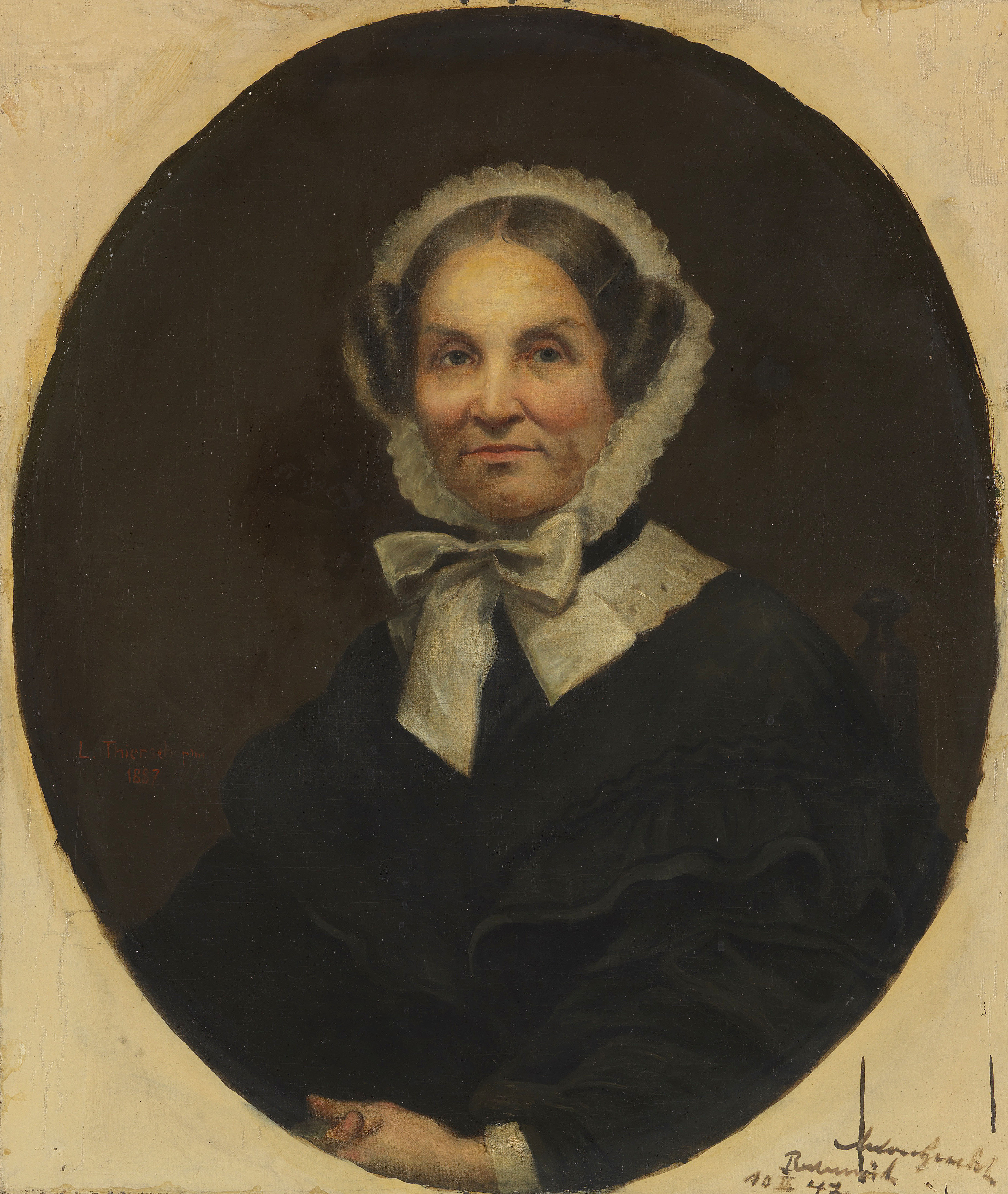
Портрет матери, Амалии Тирш. 1877. Холст, масло